# Domènec Vilarrasa i Pérez
Domènec Vilarrasa i Pérez (Sabadell, 4 de març de 1923 - Barcelona, 7 de juny del 2016) va ser un actor i director de teatre. Procedent del teatre amateur de Sabadell, va començar la seva vida com a actor professional l'any 1951 al Teatre Romea i s'acomiadà dels escenaris el 1995, a l'edat de 72 anys, amb l'obra de Francesc Lucchetti Picadillo i canelons.
Marit i company professional de l'actriu Teresa Cunillé, en la seva trajectòria destacà pel seu amor al teatre com a forma de resistència de la cultura i la llengua catalana. Jordi Carbonell ho deia així a la revista Serra d'Or (setembre del 1960): "Teresa Cunillé i Domènec Vilarrasa són els actors que parlen un català més correcte i aquest fet influeix en la resta de la companyia. D'una manera general és responsabilitat dels directors d'aconseguir que els actors parlin com cal. Actualment, sense escola catalana, és molt difícil d'assolir que els actors parlin perfectament. Si que es pot intentar, però, i això és el que fan la impressió de no fer els nostres directors, a part de Vilarrasa".

## Biografia

### Actor amateur i estudiant[calcitació]
Fill d'una família de treballadors del tèxtil, de molt jove s'interessà pel teatre i entrà a formar part de la Companyia Cunillé-Cabané. Allí, de la mà del seu futur sogre, en Jaume Cunillé, es va iniciar com a actor de teatre i de sarsuela. També en aquests anys va dirigir obres de teatre radiofònic a l'emissora Ràdio Sabadell.
Veient que el seu interès pel teatre anava més enllà, el 1945 es matriculà a l'Institut del Teatre de Barcelona on es graduà el 1948 com a número 1 de la seva promoció.

### Teatre Romea[calcitació]
El 1951 fa al salt al teatre professional quan és contractat, juntament amb la Teresa, que ja és la seva esposa, per la Companyia Titular Catalana del Teatre Romea. Durant deu anys consecutius actua al Romea mantenint, en condicions molt difícils, la continuïtat del teatre professional català, assetjat per la censura i la manca de recursos. Així obté assenyalats èxits amb obres com Prometatge d'A. Txèkhov, adaptat per Joan Oliver, L'apotecari d'Olot de Pitarra, Una història qualsevol de Vendrell i Tàpies, Els milions de l'oncle de Carles Soldevila, La ferida lluminosa de Josep Maria de Sagarra i El barret de cascavells de Luigi Pirandello.
D'aquests anys destaca l'experiència cooperativa de la Companyia Joan Maragall del Teatre Romea que va ser un intent de recuperar la tradició cooperativista catalana, instaurant un règim cooperatiu en el qual participaven tots els actors i en el que Domènec Vilarrasa actuà també com a gestor.

### La companyia Teresa Cunillé[calcitació]
A finals dels anys 1950, després d'una temporada a la companyia de Lluís Orduna, al desaparegut teatre Àngel Guimerà, emprèn una nova etapa com a director i promotor de la Companyia Teresa Cunillé, on també treballa com a actor.
El 1959 obté un clamorós èxit popular amb el sainet català La Pepa maca de Cecilia A. Mantua. L'èxit fou tal que va formar dues companyies que representaven la mateixa obra, al Teatre Romea amb Teresa Cunillé i al Teatre Talia amb Paquita Ferràndiz. La gira, realitzada també per les dues companyies, va portar l'obra a tots els teatres i envelats de Catalunya. Aquest èxit va anar seguit d'altres del mateix gènere com La princesa de Barcelona, Maria Coral i Diana a l'oficina, de la mateixa autora.
Reprenem aquí el mateix article de Jordi Carbonell escrit a Serra d'Or amb motiu de l'estrena de Princesa de Barcelona al desaparegut Teatre Calderón on habitualment es feia teatre castellà: "Teresa Cunillé i Domènec Vilarrasa... han donat un pas coratjós que els fa passar a un lloc d'honor en la història del nostre teatre en aquest quart de segle. Quan s'haurà normalitzat la vida cultural del nostre país caldrà recordar que el primer peu a un dels grans teatres de l'Eixample hi fou posat, trencant una mena de sortilegi, per la companyia encapçalada per aquest matrimoni sabadellenc".

### Altres obres i actuacions[calcitació]
Entre altres obres interpretades per Domènec Vilarrasa destacarem La filla del Carmesí de Josep Maria de Sagarra l'any 1987, dirigida per Jordi Mesalles, amb la companyia del Centre Dramàtic de la Generalitat de Catalunya; Ondina de Jean Giraudoux, dirigida per Santiago Sans, amb la companyia de Silvia Munt, al Teatre Goya; L'hort dels cirerers d'A. Txèkhov al Teatre del Sol de Sabadell, sota la direcció de Ramon Ribalta; i, finalment, el musical-rock Picadillo i canelons de Francesc Lucchetti, representat el 1995 al SAT, sota la direcció de Lourdes Barba.
De manera esporàdica va actuar també com a actor a la ràdio, al cinema i a la televisió, participant en pel·lícules com La teranyina dirigida per Antoni Verdaguer (1990) i La febre d'or dirigida per Gonzalo Herralde (1991) i en sèries de TV com Tot un senyor protagonitzada per José Sazatornil (1989) i De professió API protagonitzada per Cassen.